# Abendberg (Wilderswil)
Abendberg är en plats i kommunen Wilderswil i kantonen Bern i Schweiz, som är berömt för sin natursköna utsikt.
1841 inrättade läkaren Johann Jakob Guggenbühl en "idiotanstalt" där, vilken under ett par decennier fick mycket stor internationell uppmärksamhet.